# Johann Leopold Abel
Johann Leopold Abel (englisch John Abel; * 23. Juli 1795 in Ludwigslust, Mecklenburg-Schwerin; † 6. Oktober 1871 in Charlton) war ein deutsch-britischer Komponist, Pianist, Violoncellist, Geiger und Musikpädagoge.

## Leben
Johann Leopold Abel war ein Sohn des Hofmusicus am Schloss Ludwigslust August Christian Andreas Abel (1751–1834) und dessen Frau Johanna Sophia Friderica, geb. Hein(t)z, Großneffe von Carl Friedrich Abel und Enkel von Leopold August Abel. Sein älterer Bruder war Friedrich Ludwig Abel. Beide Geschwister erhielten von ihrem Vater von früher Kindheit an Violin- und Klavierunterricht. Als Wunderkinder gingen sie mit ihrem Vater auf eine finanziell nicht erfolgreiche Konzerttournee durch Norddeutschland. Johann Leopold spielte dabei Klavier und Violine und später Violoncello. Ostern 1814 schrieb er sich zum Studium der Theologie an der Universität Rostock ein. Danach war er eine Zeitlang als Hauslehrer tätig.
Eine einsetzende Trigeminusneuralgie (tic douloureux) brachte ihn dazu, 1819 alles aufzugeben und zu seinem Bruder nach Savannah in den Vereinigten Staaten zu reisen. Die Neuralgie verschwand, aber die im folgenden Jahr grassierende Gelbfieber-Epidemie, der sein Bruder zum Opfer fiel, bewog ihn, weiter nach London zu ziehen. Hier traf er Johann Baptist Cramer, einen Schüler seines Onkels, der ihn unterstützte und ihm Türen in London öffnete. Auch Johann Georg Graeff nahm sich seiner an.
1824 heiratete er in Newington (London) Louise Hopkins. Ihr gemeinsamer Sohn war der Chemiker Frederick Augustus Abel. Der englische Dichter Robert Browning war einer seiner Klavierschüler.

## Werke (Auswahl)
- Four new waltzes for the piano forte [Vier neue Walzer für das Pianoforte]. I The Vienna Congress waltz [Wiener-Kongress-Walzer] II Á la  militaire III Il zefiretto IV Á la Pastorale. Gedruckt von der Royal Harmonic Institution, London, um 1822[8]
- La speranza. Introduction and Rondo for the pianoforte. [Die Hoffnung. Introduktion und ondo für das Pianoforte]. Veröffentlicht bei Boosey and Co., 1824. Das Werk ist der Pianistin Elisabeth Bisset, einer Schülerin Johann Baptist Cramers, gewidmet.[9][10]
- Variationen und Rondo all Polacca zu einem Theme aus La gazza ladra von Gioacchino Rossini, publiziert bei Goulding und D’Almaine, Soho Square, London, 1830 Das Thema ist das Thema eines Marsches in c-moll aus der Oper. Darauf folgen vier Variationen und ein Rondo.[11]
- Brilliant Rondo für Klavier op. 2,  publiziert bei Goulding und D’Almaine, Soho Square, London, 1831[12]
- Notturno in B-Dur, publiziert bei Duff, Cramer & Co., 1832[13]
- Sonnet to Sleep, Canzonette, Text: E. L. Montagu. Der Text beruht auf dem Briefwechsel Peter Abelards mit Heloisa.[14]
- Impromptu for the piano-forte, on the air „Say could I live“ from Barnett's grand opera, „The Mountain Sylph“, 1836[15]
- Fantasia on themes from John Barnett's grand opera „Fair Rosamond“ für Klavier, publiziert  bei  Cramer, Addison & Beale, 1837 OCLC 1029101122
- Introduzionè e capriccio on the „Yager chorus“ from William Michael Rooke's opera „Amilie“, London, 1838 OCLC 497022001
- „The Better Land“. [Das bessere Land]. Incipit: „I hear thee speak“ [Ich hör dich reden] Text:  F. Hemans, Text der deutschen Fassung: A.H. Engelbach, London, um 1840 OCLC 497021993
- The Parting Hour, Ballad, Text: Mrs. F. Cleobury, Cramer Addison & Beale, London[Digitalisat 1]

## Digitalisate
1. ↑  The Parting Hour als Digitalisat in The Nineteenth Century American Sheet Music Collection der University of North Carolina at Chapel Hill